# Пристань
Пристань — ділянка берега річки чи озера і прилегла водна площа, обладнані для стоянки й обслуговування суден, посадки—висадки пасажирів, виконання перевантажувальних та інших операцій. Невеликий річковий порт з вантажообігом до 50 тисяч тонн на рік. Пристань має звичайно один або два причали.